# René Rasmussen (håndboldspiller)
 Der er flere personer med dette navn, se René Rasmussen.
René Toft Brølling Rasmussen (født 29. august 1989) er en dansk håndboldspiller, der spiller for Skjern Håndbold. Hans tvillingebror Jørgen Rasmussen er også håndboldspiller. Réne Rasmussen er venstrehåndet og spiller højre fløj.
Rasmussen kommer fra den lille by Rækker Mølle. Her spillede han håndbold i den lokale KFUM-klub i ungdomsårene. Som førsteårsseniorspiller skiftede han til Skjern Håndbold sammen med sin bror for at spille for Håndboldliga-holdet.
Rasmussen har spillet 15 Y-landskampe og 18 U-landskampe, og han har været med til at vinde både VM-guld og -sølv, senest sølv til U-VM, hvor han var en vigtig del af holdet, idet han var den eneste udtagne højrefløj. I 2018 blev han udtaget til A-landsholdet til Golden League-stævnet i april i Norge.